# 캐런투얼산

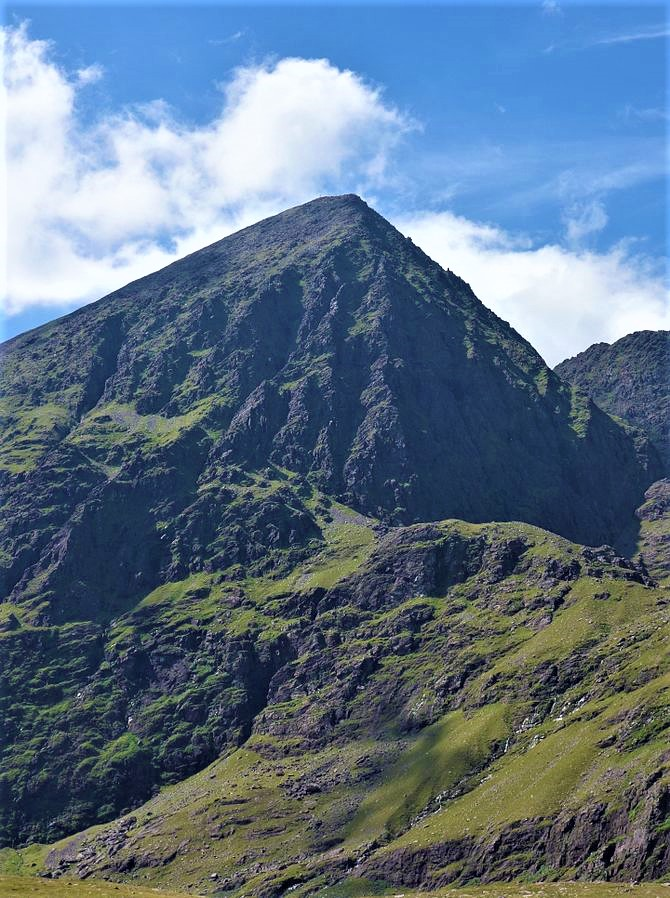
캐런투얼산

캐런투얼산(영어: Carrauntoohil, 아일랜드어: Corrán Tuathail)는 아일랜드 케리주에 있는 산이다. 고도 1,038m (3,406ft)로, 아일랜드에서 가장 높은 봉우리이다.